# Maletiáni
Maletiáni, en grec moderne : Μαλετιάνοι, est un village du dème de Kými-Alivéri, sur l'île d'Eubée, en Grèce.
Selon le recensement de 2011, la population de Maletiáni compte 161 habitants.